# Nobuhisa Isono
Nobuhisa Isono (født 8. januar 1974) er en tidligere japansk fodboldspiller.
Han har spillet for flere forskellige klubber i sin karriere, herunder Yokohama Marinos og Mito HollyHock.